# Santuario dell'Addolorata (Agrigento)
Il santuario dell'Addolorata (Maria SS. dei sette dolori) è uno dei luoghi di culto cattolici mariani più importanti di Agrigento e sede di una delle confraternite più antiche della città, quella appunto di Maria SS. Dei Sette Dolori.

## Storia
La chiesa è stata costruita da maestranze siciliane nel XVII secolo sopra ad un'altra pre-esistente. È stata affidata alla confraternita di Santa Maria dei sette dolori.
È stata restaurata fra 1950 e 1960. Nel 1994-1995 è stata nuovamente restaurata e consolidata.

## Descrizione
La chiesa si trova a picco su una parete di roccia calcarea, a ridosso di porta Garibaldi. L'abside è parzialmente scavata nella stessa roccia di calcarenite arenaria. La chiesa è a pianta rettangolare e a navata unica. L'abside è coperto da una volta a catino, l'aula liturgica da una volta a botte.

## Confraternita
- 26 marzo 1686, data di costituzione canonica dell'Arciconfraternita di Maria Santissima dei Sette Dolori.